# Maxence Parrot
Maxence Parrot (ur. 6 czerwca 1994 w Cowansville) – kanadyjski snowboardzista, specjalizujący się w konkurencjach Big Air i slopestyle. W 2014 roku wystartował na igrzyskach olimpijskich w Soczi, gdzie uplasował się na piątym miejscu w slopestyle’u. Na rozgrywanych cztery lata później igrzyskach w Pjongczangu zdobył srebrny medal w tej samej konkurencji. W zawodach tych rozdzielił na podium Redmonda Gerarda z USA i swego rodaka, Marka McMorrisa. Najlepsze wyniki w Pucharze Świata zanotował w sezonie 2016/2017, kiedy to zajął drugie miejsce w klasyfikacji generalnej AFU i w klasyfikacji Big Air. W sezonie 2015/2016 zajął trzecie miejsce w klasyfikacji generalnej i zwyciężył w klasyfikacji Big Air. Ponadto był drugi w klasyfikacji slopestyle’u w sezonie 2013/2014 oraz trzeci rok wcześniej.
21 grudnia 2018 roku u sportowca zdiagnozowano chłoniaka Hodgkina. Podczas konferencji prasowej w dniu 18 stycznia 2019 roku ogłosił, że wycofuje się z uczestnictwa w zawodach w sezonie 2018/19, by skupić się na walce z chorobą. W marcu 2021 roku zdobył srebrny medal w big air podczas mistrzostw świata w Aspen.
Jest sześciokrotnym złotym oraz dwukrotnym srebrnym medalistą zawodów X-Games rozgrywanych w amerykańskim Aspen. Jeden ze złotych medali wywalczył w konkurencji slopestyle, pozostałe medale zdobył w big air.

## Osiągnięcia

### Igrzyska olimpijskie
| Miejsce | Dzień     | Rok  | Miejscowość | Konkurencja | Zwycięzca         |
| ------- | --------- | ---- | ----------- | ----------- | ----------------- |
| 5.      | 8 lutego  | 2014 | Soczi       | Slopestyle  | Sage Kotsenburg   |
| 2.      | 11 lutego | 2018 | Pjongczang  | Slopestyle  | Redmond Gerard    |
| 9.      | 24 lutego | 2018 | Pjongczang  | Big air     | Sebastien Toutant |
| 1.      | 7 lutego  | 2022 | Pekin       | Slopestyle  | -                 |
| 3.      | 15 lutego | 2022 | Pekin       | Big Air     | Su Yiming         |

### Mistrzostwa świata
| Miejsce | Dzień    | Rok  | Miejscowość | Konkurencja | Zwycięzca        |
| ------- | -------- | ---- | ----------- | ----------- | ---------------- |
| 6.      | 12 marca | 2021 | Aspen       | Slopestyle  | Marcus Kleveland |
| 2.      | 16 marca | 2021 | Aspen       | Big air     | Mark McMorris    |

### Puchar Świata

#### Miejsca w klasyfikacji generalnej
- - AFU[3]
- sezon 2011/2012: 13.
- sezon 2012/2013: 5.
- sezon 2013/2014: 4.
- sezon 2014/2015: -
- sezon 2015/2016: 3.
- sezon 2016/2017: 2.
- sezon 2017/2018: 15.
- sezon 2018/2019: 83.
- sezon 2019/2020: 32.
- sezon 2020/2021: 4.

#### Zwycięstwa w zawodach
1. Stoneham – 19 stycznia 2014 (slopestyle)
2. Boston – 11 lutego 2016 (Big Air)
3. Québec – 13 lutego 2016 (Big Air)
4. Copper Mountain – 17 grudnia 2016 (Big Air)
5. Laax – 20 stycznia 2017 (slopestyle)
6. Québec – 24 marca 2018 (Big Air)
7. Pekin – 14 grudnia 2019 (Big Air)
8. Kreischberg – 9 stycznia 2021 (Big Air)

#### Pozostałe miejsca na podium w zawodach
1. Stoneham – 26 lutego 2012 (slopestyle) - 3. miejsce
2. Sierra Nevada – 26 marca 2013 (slopestyle) - 2. miejsce
3. Alpensia Resort – 26 listopada 2016 (Big Air) - 2. miejsce
4. Québec – 11 lutego 2017 (Big Air) - 2. miejsce
5. Québec – 12 lutego 2017 (slopestyle) - 2. miejsce